# 니시노우미촌
니시노우미촌(西湖村)은 야마나시현 미나미쓰루군에 있던 촌이다. 현재의 후지카와구치코정에 해당한다.

## 역사
- 1889년 7월 1일 - 정촌제 시행에 의해 미나미쓰루군 2개 촌의 구역으로 니시노우미촌이 성립하였다.
- 1892년 4월 1일 - 오아자 나가하마가 분립해 나가하마촌이 성립하였다.
- 1942년 7월 8일 - 나가하마촌과 합병해 니시하마촌이 성립하여, 동일 니시노우미촌은 폐지되었다.

## 참고문헌
- 角川日本地名大辞典 19 山梨県